# 出原健一
出原 健一（いではら けんいち）は日本の元子役、俳優。『ロボット8ちゃん』に春野タケル役で出演していたが、視聴率が悪くなったため降板した。

## 出演

### テレビ
- 銀河テレビ小説（NHK）
  - オリンポスの果実（1977年） - 幼少の重道
- 高原へいらっしゃい（TBS、14話）
- 七人の刑事（TBS、9話）
- 銭形平次（フジテレビ、683話） - 信太
- ロボット8ちゃん（フジテレビ、初代春野タケル役）

### ラジオ
- ヒデキとケン坊の鬼さんこちら 女の子なんて怖くない（文化放送、1980年4月 - 1981年3月）- 西城秀樹と共演

| スタブアイコン | サブスタブ | この項目は、まだ閲覧者の調べものの参照としては役立たない、俳優（男優・女優）に関連した書きかけの項目です。この項目を加筆・訂正などしてくださる協力者を求めています（P:映画/PJ芸能人）。 |